# Patrick Wiesmach
Patrick Wiesmach Larsen (født 23. marts 1990 i Aalborg) er en dansk håndboldspiller, som spiller i Aalborg Håndbold. Han kom tilbage til Aalborg efter at have spillet 5 år i SC DHfK Leipzig.
I 2015-16 sæsonen var han topscorer i den danske liga med 212 mål.